# Amphioplus intermedius
Amphioplus intermedius är en ormstjärneart som först beskrevs av Jean Baptiste François René Koehler 1905.  Amphioplus intermedius ingår i släktet Amphioplus och familjen trådormstjärnor. Inga underarter finns listade i Catalogue of Life.